# ملکه تاج‌گذار
ملکهٔ تاج‌گذار (انگلیسی: The Queen Who Crowns؛‏ کره‌ای: 원경) یک مجموعه تلویزیونی محصول کره جنوبی با بازی چا جو یونگ در نقش شخصیت عنوان در کنار لی هیون ووک، لی یی دام و لی شی آ است. این مجموعه از ۶ ژانویه ۲۰۲۵، روزهای دوشنبه ساعت ۱۴:۰۰ (کی‌اس‌تی) از تیوینگ پخش شد. این مجموعه همچنین روزهای دوشنبه و سه‌شنبه ساعت ۲۰:۵۰ (کی‌اس‌تی) از تی‌وی‌ان پخش شد.

## بازیگران

### اصلی
- چا جو یونگ در نقش ملکه وون‌گیونگ[۳]

زنی که رؤیای دنیای جدیدی را در سر می‌پرواند. او همسر لی بانگ وون است.
- لی هیون ووک در نقش لی بانگ وون[۳]

شوهر وون‌گیونگ و سومین پادشاه چوسان
- لی یی دام در نقش چه ریونگ[۴]

خدمتکار وون‌گیونگ
- لی شی آ در نقش یونگ شیل[۵]

معشوقه‌ای که فرزند پادشاه را باردار است

### مکمل

#### اطرافیان وون‌گیونگ
- پارک جی ایل در نقش مین جه[۵]

پدر وون‌گیونگ
- هان سونگ وون در نقش مین مو جیل[۵]

مادر وون‌گیونگ
- کیم وو دام در نقش مین مو گو[۵]

برادر کوچکتر وون‌گیونگ
- TBA در نقش خانم سونگ[۶]

مادر بیولوژیکی وون‌گیونگ

#### اطرافیان لی بانگ وون
- لی سونگ مین در نقش لی سونگ گه[۷]

پدر لی بانگ وون، پدر شوهر ملکه وون‌گیونگ و بنیان‌گذار پادشاهی چوسان

#### سایر
- چوی دوک مون در نقش ها ریون[۵]
- سو هی جونگ در نقش بانوی دربار جونگ[۵]

یک بانوی دربار
- جونگ یی سون در نقش بانوی دربار سو[۵]

بوی دربار ملکه
- کیم جونگ در نقش بانوی دربار کیم[۵]

بانوی دربار ده‌جون
- سونگ جه ریونگ در نقش یک فالگیر نابینا[۵]
- هوانگ یونگ هی در نقش گیوها دِک[۵]